# Jasienica Zamkowa
Jasienica Zamkowa (ukr. Ясениця-Замкова) – wieś w rejonie samborskim (do 2020 w rejonie starosamborskim) obwodu lwowskiego. Wieś liczy około 1270 mieszkańców. Leży w górskiej dolinie, nad dopływem Dniestru Jasieniczanką.

## Historia
Wieś prawa wołoskiego w drugiej połowie XV wieku. Pierwsza wzmianka o wsi pochodzi z 1539. Lokowana w XVI w. osada stanowiła część dóbr stołowych, wydzielonych z królewszczyzny na potrzeby monarchy i jego dworu, a u schyłku XVIII wieku przeszła w ręce Głokowskich. Wieś królewska Jassienicza Zamkowa położona była w 1589 roku w starostwie niegrodowym samborskim w powiecie samborskim ziemi przemyskiej województwa ruskiego.
W 1881 r. we wsi znajdowały się dwa kościoły i młyn wodny. Niegdyś znajdował się tam tartak parowy, ale został zburzony w 1879 r. Wijtivstwo było w posiadaniu Golkowskiej, po jej śmierci zostało przejęte w 1779 r., ziemia została podzielona pomiędzy osadników i przyłączona do Gvizdets.
Od 1905 przez Jasienicę Zamkową przechodzi linia kolejowa łącząca Użhorod z Samborem. Znajduje się tu stacja kolejowa Jasienica.
W II Rzeczypospolitej w powiecie turczańskim. 
W 1928 r. w miejscowej szkole uczyło się 60 uczniów.
26 września 1944 wieś została zajęta przez wojska radzieckie.
Infrastruktura wsi na rok 2022: kościół, unikatowy zabytek architektury galicyjskiej - trójkondygnacyjna dzwonnica, minimuzeum życia ludowego, kemping turystyczny, prywatny dwór etno, szkoła I- II w., sklepy, dworzec kolejowy.
W 2023 roku wieś dołączyła do sieci szlaków historyczno-turystycznych „BojkoMandry”, która powstaje przy wsparciu Ukraińskiej Fundacji Kulturalnej i Striłkowskiej Wspólnoty Terytorialnej.

### Ludzie
W 1881 r. we wsi żyło 980 grekokatolików i 5 rzymskich katolików.
W 1921 liczyła około 1352 mieszkańców. 
W 1928 r. było ich 1470, w tym 1410 grekokatolików, 20 rzymskich katolików i 40 Żydów.

## Ważniejsze obiekty
- Cerkiew św. Michała w Jasienicy Zamkowej z XVIII w. wraz ze stojąca przy niej potężną dzwonnicą z 1790.

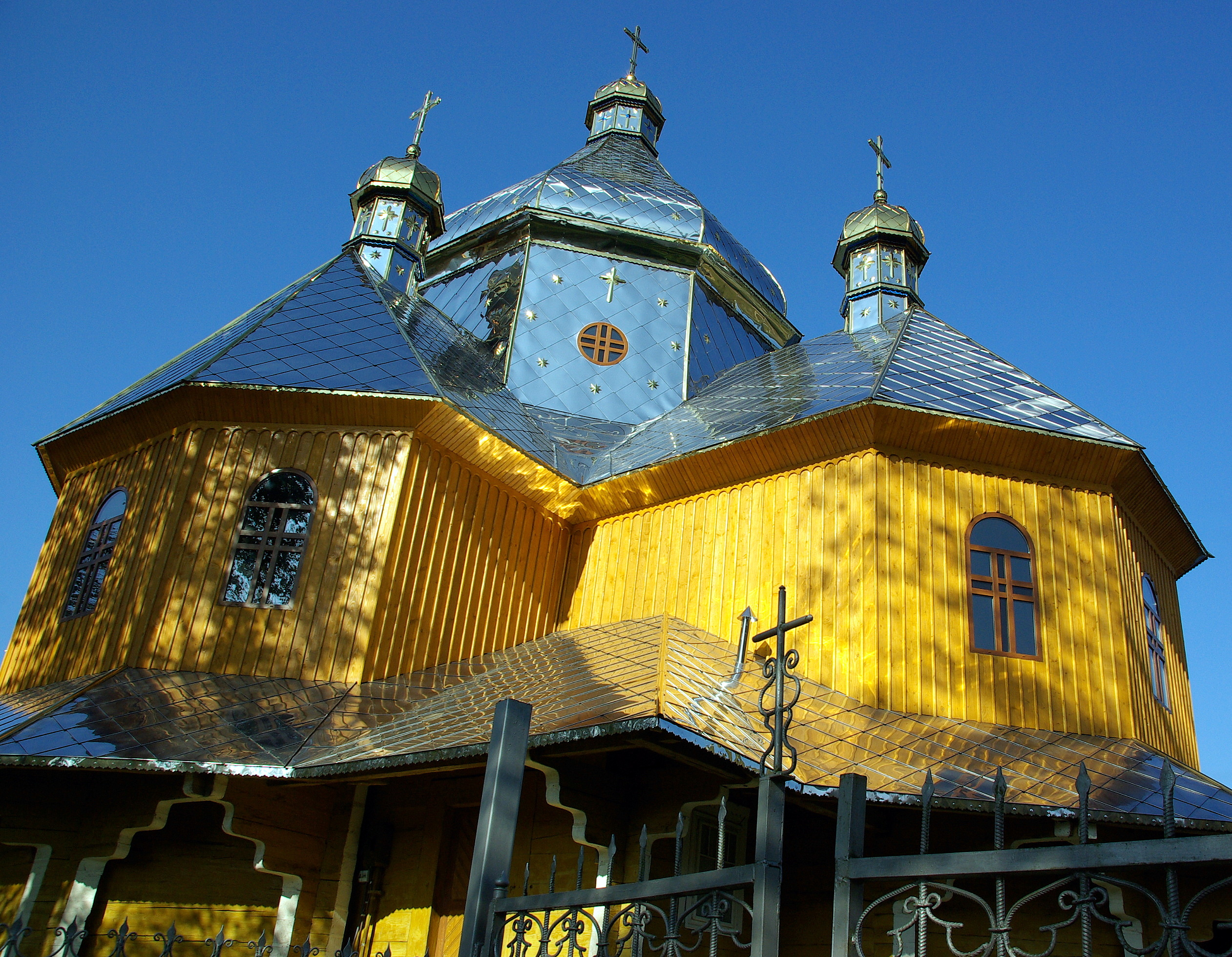
Cerkiew św. Michała